# Ahmed Afif
Ahmed Afif (Mahé, 6 januari 1967) is een Seychels politicus en bankier. Sinds 27 oktober 2020 is hij vicepresident van de Seychellen. Eerder was hij vicevoorzitter van de Assemblée Nationale tussen 2018 en 2020.
Afif werd in 1967 geboren op Mahé, het grootste eiland van de Seychellen. Hij is van Maldivische afkomst. Zijn vader Abdullah Afeef was tussen 1959 en 1963 president van de niet-erkende onafhankelijke staat Verenigde Republiek Suvadiva. Afif studeerde Mathematics, Operational Research, Statistics and Economics aan de Universiteit van Warwick. Hij was bestuursvoorzitter van NouvoBanq Seychelles en Seychelles Savings Bank.
Bij de Seychelse presidentsverkiezingen van 2015 was Afif running mate van presidentskandidaat Patrick Pillay. Deze eindigde op de derde plaats met 14,19% van de stemmen. Bij de presidentsverkiezingen van 2020 was hij opnieuw running mate, ditmaal van presidentskandidaat Wavel Ramkalawan. Deze won de verkiezingen met 54,91% van de stemmen, waarna Afif werd geïnstalleerd als vicepresident.
- Système universitaire de documentation: 05937926X